# Ighoud
Ighoud  (in arabo إيغود‎?) è un centro abitato e comune rurale del Marocco situato nella provincia di Youssoufia, regione di Marrakech-Safi. Conta una popolazione di 22 870 abitanti (censimento 2014).